# Jason Scott Sadofsky
 (août 2019).
Jason Scott Sadofsky, né le 13 septembre 1970, plus communément connu sous le nom de Jason Scott est un archiviste, historien des technologies, réalisateur, performeur et acteur américain. Il s'est fait connaître sous les pseudonymes de Sketch, SketchCow et The Slipped Disk.
Il a été qualifié de « figure de proue du monde de l'archivage numérique ».

## Biographie
Il est le créateur, propriétaire et animateur du site textfiles.com, qui archive les fichiers des anciens Bulletin board system (BBS). Il a réalisé un documentaire en 2005 sur les BBS intitulé BBS: The Documentary, et un film en 2010 sur la fiction interactive : Get Lamp,.
Jason Scott travaille également pour l'Internet Archive et a donné de nombreuses présentations lors de conférences sur la technologie, la préservation des sites web et l'archivage numérique.

## Filmographie
- BBS: The Documentary (2005) (réalisateur)
- Get Lamp (2010) (réalisateur)
- Going Cardboard (2012) (éditeur)
- DEFCON: The Documentary (2013) (réalisateur)[6]
- Glossary of Broken Dreams (2018) (acteur)
- Je Suis Auto (2019) (acteur)